# Walter Matthias Diggelmann

Walter Matthias Diggelmann, Comet Photo, Bildarchiv der ETH-Bibliothek, Zürich, zwischen 1950–1960

Walter Matthias Diggelmann (* 5. Juli 1927 in Mönchaltorf; † 29. November 1979 in Zürich) war ein Schweizer Schriftsteller.

## Leben und Wirken
Walter Matthias Diggelmann wurde 1927 als unehelicher Sohn von Maria Diggelmann, einer vollwaisen Bauernmagd, geboren. Er hatte eine schwere Jugend als Pflegekind, durchlebte Konflikte mit der Vormundschaft und erhielt eine mangelhafte Schulbildung. Nach abgebrochener Oberrealschule und abgebrochener Uhrmacherlehre floh er 1944 wegen eines Bagatelldiebstahls nach Italien. Dort wurde er festgenommen und anschließend durch deutsche Sicherheitskräfte als Zwangsarbeiter nach Dresden deportiert. Alsdann blieb er, nach erneutem Fluchtversuch und Verhaftung durch die Gestapo, bis Kriegsende in Süddeutschland interniert. 1945 zurück in der Schweiz, wurde er unter Amtsvormundschaft gestellt und nach Verbüßung einer Gefängnisstrafe ein halbes Jahr in die Heil- und Pflegeanstalt Rheinau eingewiesen. Danach lebte er von Gelegenheitsarbeiten und unternahm erste schriftstellerische Versuche.
Ab 1949 arbeitete Diggelmann als Regieassistent am Schauspielhaus Zürich. 1950/1951 verbrachte er ein Jahr in Bern als Lektor beim kurzlebigen Alpha-Verlag. Ab 1956 arbeitete er als Dramaturg beim Radio in Zürich. Von 1956 bis 1962 war er zudem als Werbetexter in der Agentur von Rudolf Farner tätig. Ab 1962 sicherte er sich seinen Broterwerb als freier Schriftsteller für Presse, Funk und Fernsehen.
Seine Erzählungen und Romane wie Das Verhör des Harry Wind, Die Hinterlassenschaft und Die Vergnügungsfahrt sind aus persönlicher Betroffenheit entstanden. Sie setzen sich kritisch mit zeitgeschichtlichen und sozialen Themen auseinander, so der schweizerischen Flüchtlingspolitik im Zweiten Weltkrieg oder dem blinden Antikommunismus im Kalten Krieg. Mit seinen Texten und Büchern polarisierte er das Publikum in der Schweiz, Österreich und der BRD. Durch psychologisch differenzierte, auch Suizidstimmungen reflektierende Werke wie Aber den Kirschbaum, den gibt es gelangte er indes zu keineswegs «von oben» diktierter, bemerkenswerter Popularität in der DDR, wo zahlreiche Werke von ihm beim Ostberliner Volk und Welt Verlag und bei Reclam Leipzig verlegt wurden.
Diggelmann, reformierter Konfession, war dreimal verheiratet: zuerst mit Nelly Gysin, dann mit Eliane Schopfer und zuletzt mit der Journalistin Klara Obermüller, mit der er seit 1973 zusammenlebte und die er 1977 heiratete. Während dreier Jahre lebte Diggelmann im Tessin, eine Periode, die er 1972 in seinem Buch Ich und das Dorf festhielt. Mehrere Jahre lang vertrat er die POCH im Gemeinderat der Stadt Zürich.

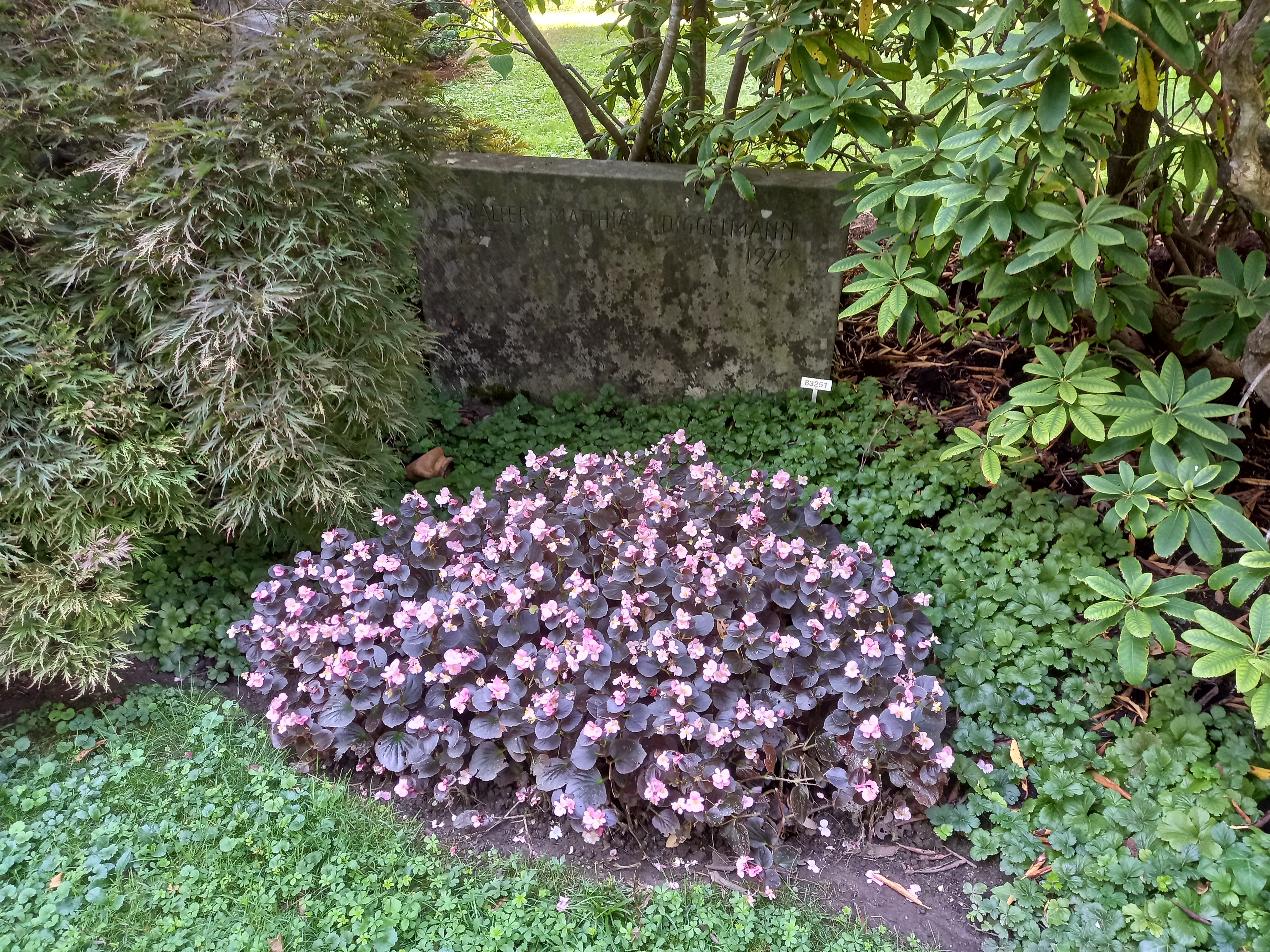
Das Grab von Walter Matthias Diggelmann auf dem Friedhof Manegg in Zürich

1979 starb Diggelmann im Alter von 52 Jahren an Krebs. Er ist auf dem Friedhof Manegg in Zürich beigesetzt.
Der Schauspieler Fred Haltiner war sein Halbbruder.
Sein literarischer Nachlass befindet sich im Schweizerischen Literaturarchiv.

## Werke

### Originalausgaben
- … Mit F51 überfällig. Roman. Artemis, Zürich 1955
- Die Jungen von Grande Dixence. Benziger, Einsiedeln 1959
  - Neuausgabe als: Zwischenfall auf der Baustelle. Benziger, Zürich 1978, ISBN 3-545-32166-5
- Geschichten um Abel. Benziger, Einsiedeln 1960
- Das Verhör des Harry Wind. Benziger, Einsiedeln 1962; Goldmann, München 1979, ISBN 3-442-07028-7
- Die Rechnung. Benziger, Einsiedeln 1963
- Die Hinterlassenschaft. Roman. Piper, München 1965; Limmat, Zürich 1982, ISBN 3-85791-054-2[2]
- Freispruch für Isidor Ruge. Piper, München 1967; Fischer-Bücherei, Frankfurt am Main 1971 (Lizenzausgabe), ISBN 3-436-01330-7.
- Hexenprozeß. Die Teufelsaustreiber von Ringwil. Benteli, Bern 1969
- Die Vergnügungsfahrt. Roman. Fischer, Frankfurt am Main 1969; Goldmann, München 1978, ISBN 3-442-07012-0
- Ich und das Dorf. Ein Tagebuch in Geschichten. Fischer, Frankfurt am Main 1972, ISBN 3-10-014102-4
- Ich heisse Tomy. Roman. Fischer, Frankfurt am Main 1973; Rotpunktverlag, Zürich 1981, ISBN 3-85869-003-1
- Reise durch Transdanubien. Erzählungen. Benziger, Zürich 1974, ISBN 3-545-36211-6
- Menschen glücklich machen oder das Spiel von arm und reich. Eine triviale Kriminalkomödie. Fischer, Frankfurt am Main 1974
- Aber den Kirschbaum, den gibt es. Roman. Benziger, Zürich 1975; DTV, München 1982, ISBN 3-423-06332-7
- Das Mädchen im Distelwind. Benziger, Zürich 1976, ISBN 3-545-33064-8
- Balladen von süchtigen Kindern. Pfaffenweiler Presse, Pfaffenweiler 1976, ISBN 3-921365-07-4
- DDR. Tagebuch einer Erkundungsfahrt (mit Klara Obermüller). Benziger, Zürich 1977, ISBN 3-545-34015-5
- Der Reiche stirbt. Roman. Benziger, Zürich 1977; Heyne, München 1979, ISBN 3-453-43050-6
- Filippinis Garten. Roman. Benziger, Zürich 1978; Ullstein, Frankfurt am Main 1980, ISBN 3-548-26014-4
- Feststellungen. Ein Lesebuch. Texte 1963 bis 1970. Rotpunktverlag, Zürich 1978, ISBN 3-85869-009-0
- Schatten. Tagebuch einer Krankheit. Benziger, Zürich 1979; Fischer, Frankfurt am Main 1981, ISBN 3-596-25147-8
- Spaziergänge auf der Margareteninsel. Erzählungen. Benziger, Zürich 1980; DTV, München 1983, ISBN 3-423-10146-5
- Tage von süsslicher Wärme. Erzählungen. Herausgegeben von Renate Nagel. Benziger, Zürich 1982, ISBN 3-545-36362-7
- Der Tag erzählt seine eigene Geschichte. Ein Lesebuch. Herausgegeben von Klara Obermüller. Benziger, Zürich 1992, ISBN 3-545-36510-7

### Werkausgabe
- Klara Obermüller (Hrsg.): Walter Matthias Diggelmann – Werkausgabe. 6 Bände. Edition 8, Zürich 2000ff:
  - Band 1: Geschichten um Abel… und ausgewählte frühe Erzählungen. 2000, ISBN 3-85990-021-8
  - Band 2: Der falsche Zug. Erzählungen, Kolumnen, Gedichte. 2001, ISBN 3-85990-022-6
  - Band 3: Das Verhör des Harry Wind. 2002, ISBN 3-85990-023-4
  - Band 4: Die Hinterlassenschaft. 2003, ISBN 3-85990-024-2
  - Band 5: Filippinis Garten / Schatten. 2004, ISBN 3-85990-025-0
  - Band 6: Da, das bin ich. Selbstzeugnisse und Briefe. 2006, ISBN 3-85990-026-9

## Rezeption
Zu Lebzeiten war Diggelmann einer der engagiertesten und umstrittensten Schweizer Schriftsteller, der zum Teil nur im deutschen Ausland veröffentlichen konnte. Nach seinem Tod wurden seine Werke auch wieder in der Schweiz publiziert.
1973 realisierte der Schweizer Filmemacher Walter Marti ein «Filmschauspiel» von und mit Diggelmann mit dem Titel
Die Selbstzerstörung des Walter Matthias Diggelmann, live aufgezeichnet am 16. Dezember 1972 im Théâtre du Jorat in Mézières.
2009 entstand nach Diggelmanns Roman Das Verhör des Harry Wind der Film Manipulation, unter der Regie von Pascal Verdosci. Die Hauptrollen spielen Klaus Maria Brandauer und Sebastian Koch.
2014 widmet Bänz Friedli Diggelmann eine Kolumne im Migros-Magazin und lobt darin seinen authentischen Schreibstil, besonders in der Erzählung Zwischenfall auf der Baustelle.